# North American F-86 Sabre
Норт Американ F-86 «Сейбр» («Сабля») (англ. North American F-86 Sabre) — американский реактивный истребитель, разработанный компанией North American Aviation в конце 1940-х годов.
Прототип серийного XP-86 поднялся в воздух 1 октября 1947 года.
F-86 был принят на вооружение ВВС США в 1949 году. Первые самолёты были переданы в первый истребительный авиаполк 94-й истребительной эскадрильи. F-86 стал основным американским реактивным истребителем во время Корейской войны.
Существовало более двадцати модификаций самолёта. Выпускался крупными сериями период 1949 - 1956 годов в США, Японии и Италии, а также в виде собственных модификаций в Канаде (Canadair Sabre) и Австралии (Avon Sabre). Состоял на вооружении многих стран мира вплоть до 1970-х годов и на сегодняшний день остаётся наиболее массовым западным самолётом-истребителем, выпуск всех модификаций которого составил 9860 машин.
Получил широкую известность в ходе Корейской войны 1950—1953 годов, будучи единственным серьёзным соперником советского истребителя МиГ-15.

## Конструкция
F-86 Sabre — первый реактивный истребитель со стреловидным крылом, принятый на вооружение ВВС США.
Представляет собой одноместный моноплан нормальной схемы с низкорасположенным стреловидным крылом и одним двигателем. Конструкция цельнометаллическая. Крыло трапециевидное с углом стреловидности 35° по линии 1/4 хорд. Фюзеляж типа полумонокок овального поперечного сечения. Обшивка фюзеляжа из алюминиевых сплавов, а в локальной зоне под горизонтальным оперением — из нержавеющей стали.
Кабина самолёта герметичная, с наддувом от компрессора двигателя. В кабине установлено катапультируемое кресло North American Т-14Е. Кабина пилота частично бронирована с обеспечением защиты с передней и задней полусферы от бронебойных пуль калибра 7,62 мм. Переднее лобовое бронестекло. Бронеспинка пилота из стальной брони 8 мм, в верхней части спинки — бронезаголовник толщиной 9 мм из гетерогенной стальной брони, крепление заголовника к спинке на петлях. С передних направлений пилот защищён двумя бронедеталями из дюралюминия толщиной 12 и 22 мм.
Вооружение главным образом состояло из шести пулемётов Браунинг AN/M3 (по 425 патронов на ствол), также самолёт мог нести около 900 кг бомб на внешних подвесках.

## Производство
- NAA — 6297 F-86, 1115 FJ
- Canadair − 1815
- Australian CAC — 112
- Fiat — 221
- Mitsubishi — 300;

Итого Sabre/Fury (морской вариант) — 9860 самолётов.

## Боевое применение

### Война в Корее
В ноябре 1950 года в небе над Кореей появились МиГ-15, которые значительно превосходили все используемые самолёты США. Исследователи на западе, описывая тот период времени, данные[какие?] не конкретизируют. И всё же, сходятся в том, что «МиГ-15, спроектированный как целевой истребитель, до встречи с F-86 не встречал затруднений. Он нейтрализовывал бомбардировочные рейды союзников, обеспечивал поражение таких самолётов, как В-26, В-29, F-80 и F-84R».
Для противодействия этой угрозе в декабре 1950 года на Дальний Восток перебрасывают три эскадрильи F-86. F-86 стал единственным серьёзным соперником советского истребителя.
Особенности F-86:
- использование в составе прицельного комплекса радиодальномера AN/APG-30, что позволяло с высокой точностью открывать огонь по противнику. На МиГ-15 устанавливался более простой гироскопический прицел АСП-1Н. Однако по эффективности поражающего действия комплекса вооружения (шесть 12,7-мм пулемётов M-3) F-86 значительно уступал пушечному вооружению МиГ-15: 23-мм и 37-мм автоматические пушки;
- установка больших, чем у Мига, тормозных щитков;
- прицельная сетка с индикатором на лобовом стекле;
- лучше обзорность кабины. Приоритет лучшей обзорности кабины F-86 («владение обстановкой»), а не живучести / защищённости. Высвободившаяся масса — в пользу более совершенного БРЭО, в т.ч. радиолокационного прицела;
- преимущество в горизонтальной маневренности. Несмотря на то, что МиГ-15 обладал большим потолком и скороподъемностью, максимальная горизонтальная скорость была не выше, чем у F-86, что не позволяло быстро уходить от преследования. Однако, тяговооруженность МиГ-15 была выше, что позволяло ему быстрее набирать необходимую скорость;
- использование лётчиком противоперегрузочного костюма.

Самолёты МиГ-15 пилотировались советскими лётчиками и размещались на базах в бывшей Маньчжурии. Им противостояли две эскадрильи F-86 четвёртого авиакрыла истребителей-перехватчиков, действующие с передовой базы K-14, Кимпо, Южная Корея. 22 декабря 1950 года советским МиГ-15 177-го ИАП в 40 километрах от Сончона был сбит первый «Сейбр» (с/н 49-1176, 335 FIS, 4th FIW), американский пилот к-н Лауренц В. Бах был взят в плен, «Сейбрами» в этот день было сбито от двух до шести МиГ-15, погиб ст. лейтенант Барсегян. Первый МиГ-15 сбил на F-86 в декабре 1952 года капитан авиации Джон Нихолз из 335-й эскадрильи ВВС Великобритании, пилот МиГа не уточняется.
Большинство МиГ-15 пилотировали советские лётчики, кроме них на МиГ-15 летали корейские и китайские пилоты. Советские лётчики захватили воздушное превосходство в «Аллее Мигов» — месте частых воздушных столкновений около устья реки Ялуцзян (по реке проходит граница между Китаем и Кореей). Стратегические бомбардировщики B-29 и сопровождавшие их истребители F-86 несли тяжелые потери от советских МиГ-15.
Интересно, что советские истребители МиГ-15 несли опознавательные знаки ВВС КНДР и КНР, а сами ВВС КНДР в начале войны не имели истребителей МиГ-15. При этом раскраска была достаточно заметной: корпус окрашивался в белый цвет, а нос самолёта — в красный.
17 июня 1951 года по расположению американских F-86 на аэродроме в Сувоне два китайских биплана[уточнить] По-2 нанесли ночной удар. В результате атаки был уничтожен 1 «Сейбр» и 8 повреждено (по другим данным все 9 были уничтожены), корейский пилот успешно вернулся[уточнить] на базу.
Американцы считают, что наибольшего успеха «Сейбрам» удалось достичь с 8 по 31 мая 1953 года, когда по данным американского исследователя В. Блуда «Сейбры» сбили 56 «МиГов», потеряв только один свой самолёт.
27 июля 1953 года, в последний день боевых действий Корейской войны, несколько американских истребителей F-86 «Сейбр» нарушили воздушное пространство КНР. F-86, пилотируемый американским пилотом Ральфом Пеером, в 110 километрах от северокорейской границы перехватил и атаковал совершавший междугородний рейс с пассажирами на борту советский военно-транспортный самолёт Ил-12. В результате атаки самолёт был сбит, все 6 членов экипажа и 15 пассажиров погибли.
По крайне мере два F-86 попали в руки северокорейцев в пригодном для изучения состоянии. В июле 1952 года в СССР были отправлены оба «Сейбра», принуждённых к посадке (первый был подбит зенитным огнём летом 1951 года, второй «Сейбр» был захвачен 6 октября 1951 года, сбит Е. Пепеляевым). Американцам же первый МиГ-15 удалось получить путём подкупа северокорейского пилота лишь после окончания боевых действий.
Американские источники дают разные оценки потерь F-86 в войне. По их данным, всего на театр боевых действий было отправлено 696 истребителей «Сейбр» (674 для ВВС США и 22 для ВВС ЮАР). Изначально США признали безвозвратную потерю в Корее 224 F-86, позже американцы увеличили количество безвозвратных потерь до 233 и 112 убитых лётчиков (Томпсон и Мак Ларен). Согласно официальному документу «USAF Statistical Digest FY1953», в войне было потеряно 250 F-86 при 87,177 совершенных вылетах, из которых было сбито огнём противника в воздушных боях — 78, сбито огнём с земли — 19, уничтожено неизвестно чем — 13, «другие боевые потери» (закончилось топливо в воздушном бою, либо не справился с управлением в воздушном бою, либо уворачиваясь от обстрела с земли) — 61, пропало без вести — 13, потеряно по «другим небоевым причинам» — 34, разбилось в инцидентах — 32. По данным Джо Бауэра, в конце войны на театре военных действий осталось только 297 F-86. Кроме того, 6 «Сейбров» (4 в воздухе и 2 списано) из 22 потеряли ВВС ЮАР, при совершённых 2032 вылетах.
Согласно американским данным, за всё время боевого применения F-86 в ВВС США истребителями этого типа было уничтожено в воздушных боях 823 самолёта противника (в том числе 805 истребителей МиГ-15 и один транспортный самолёт Ил-12), и все эти победы были одержаны в период Корейской войны.
Из сорока одного пилота ВВС США, заслуживших звание аса в Корейской войне все, кроме одного, пилотировали F-86. Единственным исключением являлся пилот ВМС США, летавший на ночном истребителе Vought F4U Corsair.
Лучшие пять пилотов F-86 в войне:
- Капитан Джозеф Макконнелл, 51-е авиакрыло — заявлено 16 побед, из них 13 подтверждённых[кем?]. 12 апреля 1953 года был сбит советским пилотом МиГ-15 С. Федорцом. Лучший пилот ВВС США согласно количеству заявленных побед.
- Майор Джеймс Джабара, 4-е авиакрыло — заявлено 15 побед, из них 13 подтверждённых[кем?]. 20 мая 1951 года был сбит советским пилотом МиГ-15 В. Алфеевым.
- Капитан Мануэль Фернандез, 4-е авиакрыло — заявлено 14.5 побед, из них 13.5 подтверждённых[кем?]. Ни разу не был сбит. Лучший пилот ВВС США согласно количеству подтверждённых побед.
- Майор Джордж Дэвис, 4-е авиакрыло — заявлено 14 побед, из них 10 подтверждённых[кем?]. 10 февраля 1952 года был сбит китайским пилотом МиГ-15 Ч. Цзихуэем и погиб.
- Полковник Роял Бейкер, 4-е авиакрыло — заявлено 13 побед, из них 11 подтверждённых[кем?] (10 МиГ-15 и 1 Ла-9). Ни разу не был сбит[21].

По первоначальным советским данным советскими пилотами в Корее всего было сбито 642 самолёта типа F-86, ещё 181 «Сейбр» был сбит китайскими и северокорейскими пилотами. Даже без учёта потерь от зенитного огня и в лётных происшествиях это количество превышает общее число «Сейбров», направленных в Корею за всё время по американским данным (как указано выше, 696 самолётов). После окончания «Холодной войны» американские и советские архивы сравнивались, что позволило ещё раз пересчитать потери в войне. Как российские так и американские исследования указывали, что количество подтверждённых как советских так и американских побед значительно меньше заявленных.
По мнению исследователя Игоря Сейдова, многие повреждённые F-86 ВВС США были списаны сразу после посадки, но в число «боевых потерь» не попадали. В американской книге «Coalition Air Warfare in the Korean War, 1950-1953» указано, что с учётом списанных после повреждений от огня противника, потери «Сейбров» непосредственно от вражеского огня любого вида составляют 175 штук.
В ходе послевоенных столкновений американские и южнокорейские пилоты на F-86 одержали одну воздушную победу, потеряв три «Сейбра», один F-86 от огня истребителей противника и два от огня с земли:
- 10 мая 1955 в бою между 8 F-86 ВВС США и 8 МиГ-15бис 46-го иап ВВС НОАК около группы островов Ляодунского архипелага был сбит один китайский «МиГ». Китайцы заявили об одной воздушной победе в этом бою, американцы о двух, однако была подтверждена только потеря одного «МиГа», пилот которого комэск Ши Ён-Синь погиб.
- 6 марта 1958 два истребителя F-86F ВВС США участвовали в процессе подготовки южнокорейских войск. В ходе выполнения тренировки парой была нарушена граница демилитаризованной зоны. Огнём северокорейской зенитной артиллерии ведущий самолёт был сбит в районе Кимхва. Американский пилот капитан Леон Пфайфер катапультировался и был взят в плен.
- 20 апреля 1961 истребитель F-86 ВВС Южной Кореи, пилотируемый американским военным советником, вторгся в воздушное пространство Северной Кореи. Нарушитель был атакован северокорейскими истребителями МиГ-17. В результате полученных повреждений «Сейбр» упал, пытаясь выполнить вынужденную посадку на авиабазе Кунсан. Американский пилот подполковник Делин Андерсон погиб.
- 14 января 1964 пара истребителей F-86D ВВС Южной Кореи нарушила воздушное пространство КНДР. В результате один истребитель F-86D (с/н 52-10031) был сбит огнём северокорейской зенитной артиллерии, южнокорейский пилот капитан Пак Но-Су погиб.

### Китайско-тайваньский конфликт
В 1955 году США передали Тайваню около 320 истребителей F-86F и 8 разведчиков RF-86F.
Первый кризис в Тайваньском проливе
В ходе Первого кризиса Тайваньского пролива F-86F ВВС Тайваня одержали одну воздушную победу. 15 октября 1955 четвёрка F-86F ВВС Тайваня вступила в бой со звеном истребителей МиГ-15бис 10-го иап ВМС НОАК. Тайваньскому пилоту Тзу Ван-Суну удалось сбить один китайский «МиГ», пилот которого Гу Чан-Тай погиб.
Второй кризис в Тайваньском проливе
Во время Второго кризиса Тайваньского пролива (август 1958) состоялись первые бои «Сейбра» с советскими истребителями МиГ-17, стоявшими на вооружении Народно-освободительной армии Китая, вступившей в конфликт с Тайванем. Причём пилотировали «Сейбры» также американские пилоты. Тогда же состоялось первое применение «Сейбрами» новейшей ракеты «воздух-воздух» AIM-9 Sidewinder.
14 августа 1958 года «Сейбры» впервые встретились в бою с истребителями МиГ-17. В этот день в воздушном бою между 12 F-86F 26-й аэ ВВС Тайваня и 8 МиГ-17 3-й аэ 46-го иап ВВС НОАК был сбит один китайский «МиГ», а его лётчик Джоу Фу-Чун погиб после катапультирования над морем в области Пиньтан. В свою очередь китайские истребители смогли сбить F-86F (б/н 307), пилот которого Лию Гуан-Тхан также погиб. Всего тайваньцы заявили о четырёх воздушных победах, одна была подтверждена, китайцы заявляли о двух воздушных победах, также только одна была подтверждена.
23 августа 1958 года пилоты китайских МиГ-17Ф заявили, что сбили в воздушных боях два тайваньских «Сейбра», победы не были подтверждены.
25 августа 1958 года тайваньские F-86F сбили два китайских МиГ-17Ф (подтверждённые победы), пилоты КНР заявили о двух сбитых «Сейбрах» (неподтверждённые победы).
8 сентября 1958 года в ходе воздушного боя между 8 китайскими МиГ-17Ф 54-го иап и 12 тайваньскими F-86F и 2 RF-84 над областью Даньшань в КНР был сбит один «МиГ» (пилот катапультировался) и ещё два повреждено. Тайваньцы заявляли о семи воздушных победах, но только одна была подтверждена.
18 сентября 1958 года в ходе воздушного боя между 8 тайваньскими F-86F и группой китайских МиГ-17Ф 52-го иап был сбит один «МиГ», пилотируемый лётчиком Хан Ю-Еном, пилот погиб. Китайцы заявили об одной воздушной победе, которая не была подтверждена, тайваньцы заявили о семи воздушных победах, только одна была подтверждена.
24 сентября 1958 года впервые в истории воздушных войн были успешно применены ракеты «воздух-воздух». В этот день 2 RF-84 под прикрытием 4 F-86F в области Янчжу (КНР) были перехвачены 8 МиГ-15бис 5-го иап и 8 МиГ-17Ф 6-го иап. В 30 километрах к югу от Вэньчжоу МиГ-15бис прекратили преследование и повернули обратно. На этом участке «Сейбры» контратаковали, и попаданием ракеты AIM-9B Sidewinder был сбит один китайский МиГ-15бис, пилот Ван Сы-Чон погиб. Одна из выпущенных AIM-9B не разорвалась и упала на территории материкового Китая в уезде Вэнчжоу, что дало возможность изучить китайским и советским специалистам новое оружие. Определить точно, кто из гоминьдановских летчиков одержал победу, не представляется возможным из-за большого количества заявленных побед при всего одном потерянном самолёте.
28 сентября 1958 года тайваньским F-86F удалось ракетой AIM-9B поразить китайский МиГ-17Ф, однако ракета не взорвалась и «МиГ» притащил её в собственном фюзеляже. Таким образом за четыре дня с помощью «Сайдуиндера» был сбит один самолёт, при этом как минимум две ракеты попали к противнику как трофеи. После этого был наложен запрет на дальнейшее использование AIM-9, чтобы они прекратили попадать в руки к противнику. AIM-9 китайцы передали СССР для изучения, который на основе их разработал ракету Р-3/К-13. Согласно заявлениям некоторых источников AIM-9 позволила достичь, невзирая на лучшие технические характеристики более современных «МиГов», превосходства в воздухе.
10 октября 1958 года 6 тайваньских F-86F 27-й аэ над территорией КНР вступили в воздушный бой с 8 китайскими МиГ-17Ф 1-й аэ 42-го иап. В ходе боя обе стороны потеряли по одному самолёту, МиГ-17, пилот которого Ду Фэн-Рэй погиб, и F-86F, пилот Чан Най-Чинь взят в плен. Тайванцы заявили о пяти воздушных победах, одна была подтверждена, китайцы заявили о двух воздушных победах, также только одна была подтверждена.
Тайваньская сторона заявила, что в ходе конфликта с августа по октябрь в воздушных боях «Сейбры» сбили около 29 МиГ-17 и 6 МиГ-15. Китайская сторона подтвердила потерю в воздушных боях с «Сейбрами» только 5 самолётов: 1 МиГ-17Ф 42-го иап, 1 МиГ-17Ф 46-го иап, 1 МиГ-17Ф 52-го иап, 1 МиГ-17Ф 54-го иап и 1 МиГ-15бис 5-го иап. Пилоты китайских МиГ-17 заявляли, что сбили 7 «Сейбров», из них только 2 воздушные победы были подтверждены, 1 F-86F 26-й аэ и 1 F-86F 27-й аэ.
20 ноября 1958 года тайваньский F-86F был сбит огнём зенитной артиллерии над провинцией материкового Китая Фуцзянь.
Дальнейшая служба
16 февраля 1960 года над Фуцзянь прошёл последний воздушный бой между четвёркой F-86 и МиГ-17, результаты которого оказались спорными. Тайваньские истребители атаковали первыми, выпустив ракеты AIM-9, однако «МиГи» увернулись от ракет, в свою очередь огнём пушек подбив один «Сейбр». Тайваньские пилоты заявили о сбитии одного «МиГа», что также указывается в западных источниках, однако КНР потерю «МиГа» не подтвердило.
1 июня 1963 года тайваньский пилот капитан Сюй Тинцзэ угнал в КНР истребитель F-86F Sabre 43-й эскадрильи ВВС Тайваня (б/н 6272, с/н 52-4441). Истребитель взлетел с тайваньского аэродрома города Синьчжоу и приземлился на аэродроме города Лунъянь китайской провинции Фуцзянь. Сюй Тинцзэ получил денежное вознаграждение и звание майора в ВВС НОАК. После изучения и проведения испытательных полётов китайским лётчиком Гэ Вэньюном, самолёт был выставлен в музее Китайской народной революции в Пекине.

### Январское восстание 1958 года в Венесуэле
На конец 1957 года Венесуэла имела одну эскадрилью EC 36, имевшую на вооружении истребители F-86F, базирующуюся на аэродроме возле Маракайя.
31 декабря 1957 года около 200 венесуэльских десантников, недовольных правительством, захватили авиабазы Пало Негро и Бока дель Рио возле Маракайя.
В 11 часов утра 1 января 1958 года 14 истребителей «Сейбр» и «Вампир» появились над венесуэльской столицей и начали бомбить и обстреливать из пушек Президентский дворец и здание Министерства обороны. Правительственные войска открыли огонь по самолётам бунтующих, в результате чего по одним данным один F-86F и один Vampire были подбиты наземным огнём. По другим данным над западной окраиной столицы один F-86 был всё таки сбит. После этого «Сейбры» сбросили бомбы на здание Генштаба, однако только малая часть бомб взорвалась и причинила незначительный ущерб. После авиаударов, не получив достаточной поддержки восставшие бежали из страны, захваченные истребители были посажены на аэродроме Майкетия.

### Война в Малайе
3-я и 77-я эскадрильи в составе 78-го авиакрыла CA-27 Sabre Mk 32 ВВС Австралии с конца 1958 по 1960 годы наносили удары по наземным целя во время войны в Малайе.
3-я эскадрилья прибыла на авиабазу Баттерворт 11 ноября 1958 года. До конца года «Сейбры» нанесли 47 ударов по наземным целям.
77-я эскадрилья прибыла в Баттерворт 2 февраля 1959 года. За весь 1959 год «Сейбры» нанесли только лишь 2 авиаудара, 13 августа они бомбили лагерь в Бентонге (Паханг) и 17 августа бомбили Букит Тапах (Перак).

### Индо-пакистанский конфликт
10 апреля 1959 года пакистанские «Сейбры» одержали первую воздушную победу. В этот день четвёрка F-86F 15-й аэ ВВС Пакистана сбила самолёт-разведчик Canberra (б/н IP 988) 106-й аэ ВВС Индии. Экипаж катапультировался.
24 апреля 1965 года пара пакистанских «Сейбров» перехватила и принудила к посадке индийский истребитель Ouragan (б/н IC 698) 51-аэ ВВС Индии, который из за сложных погодных условий случайно залетел в воздушное пространство Пакистана. При посадке самолёт был сильно повреждён и списан. Пилот возвращён Индии.
Индо-пакистанская война 1965 года
В ходе Второй индо-пакистанской войны Пакистан имел 116 истребителя F-86. Они стали главным пакистанским боевым самолётом в этой войне, применяясь как против воздушных, так и против наземных целей.
«Сейбрам» удалось одержать 15 подтверждённых воздушных побед (всего заявлено 32): 8 Hunter (заявлено 19), 3 Vampire (заявлено 4), 2 Gnat (заявлено 6), 1 Mystere и 1 пассажирский Beechcraft 45F. Также было заявлено сбитие 1 бомбардировщика «Канберра», но это не было подтверждено. Самым результативным пилотом «Сейбров» стал Мохаммед Алам, он одержал 4 подтверждённые воздушные победы (из 9 заявленных). Ниже список подтверждённых побед «Сейбров» в воздушных боях:
- 1 сентября Vampire 45-й аэ (пилот комэск С.Бхарадваж погиб), над Чамбом был сбит «Сейбром» (пилот комэск С. А. Рафикуй).
- 1 сентября Vampire 45-й аэ (пилот флайт лейтенант А. К. Бхфгавар погиб), над Чамбом был сбит «Сейбром» (пилот комэск С. А. Рафикуй).
- 1 сентября Vampire 220-й аэ (пилот флайт лейтенант В. М. Жоши погиб), над Чамбом был сбит «Сейбром» (пилот флайт лейтенант И. А. Бхатти).
- 6 сентября Hunter 7-й аэ (пилот флайт лейтенант П. С. Пингале спасся), над Хальварой был сбит «Сейбром» (пилот комэск С. А. Рафикуй).
- 6 сентября Hunter 7-й аэ (пилот флайт офицер А. Р. Ганди спасся), над Хальварой был сбит «Сейбром» (пилот флайт лейтенант С. Чудари).
- 6 сентября Hunter 7-й аэ (пилот комэск А. К. Ровлей), над Тарнтараном разбился во время боя с «Сейбром» (пилот комэск М. М. Алам).
- 7 сентября Hunter 7-й аэ (пилот флайт офицер Ж. С. Брар погиб), над Саргодхой был сбит «Сейбром» (пилот комэск М. М. Алам).
- 7 сентября Hunter 7-й аэ (пилот флайт офицер С. Б. Бхагват погиб), над Саргодхой был сбит «Сейбром» (пилот комэск М. М. Алам).
- 7 сентября Mystere 1-й аэ (пилот флайт лейтенант У. Б. Гуха погиб), над Саргодхой был сбит «Сейбром» (пилот флайт лейтенант А. Х. Малик).
- 13 сентября Gnat 2-й аэ (пилот флайт лейтенант А. Н. Кале спасся), в неизвестном месте был сбит «Сейбром» (пилот флайт лейтенант Юсуф Хан)
- 16 сентября Hunter 20-й аэ (пилот флайт офицер Ф. Дара Бунша погиб), над Хальварой был сбит «Сейбром» (пилот комэск М. М. Алам).
- 19 сентября Gnat 9-й аэ (пилот флайт лейтенант В. М. Маядев взят в плен), над Касуром был сбит (пилот комэск Сайфул Азам).
- 19 сентября над индийской провинцией Гуджарат пакистанский F-86F «Сейбр» сбил индийский пассажирский самолёт Beechcraft 45F Expeditor (р/н VT-COO), совершавший полёт по маршруту Ахмедабад — Митхапур, все 2 члена экипажа и 6 пассажиров погибли. Пилотом «Сейбра» был флайт офицер Кайс Хуссейн 18-аэ[53].
- 20 сентября Hunter 7-й аэ (пилот комэск Д. П. Чаттердже погиб), над Лахором был сбит «Сейбром» (пилот комэск Чангизи).
- 20 сентября Hunter 7-й аэ (пилот флайт лейтенант С. К. Шарма спасся), над Лахором был сбит «Сейбром» (пилот комэск Джилани).

По данным западного исследователя Б. Гарри индийцы в воздушных боях сбили от 9 до 16 F-86, из них «Хантеры» претендуют на 8 (6 подтверждённых), «Нэты» претендуют на 7 (3 подтверждённых) и МиГ-21 претендует на 1 возможный. Ниже список подтверждённых потерь «Сейбров» в воздушных боях:
- 4 сентября F-86F 18-й аэ (пилот флайт лейтенант Н. М. Бутт выжил), над Чамбом был сбит «Нэтом» 23-й аэ (пилот флайт лейтенант В. С. Патания).
- 6 сентября F-86F 5-й аэ (пилот комэск Сарфараз Рафикуй погиб), над Хальварой был сбит «Хантером» 7-й аэ (пилот флайт лейтенант Д. Н. Ратхор).
- 6 сентября F-86F 5-й аэ (пилот флайт лейтенант Юнус Хуссейн погиб), над Хальварой был сбит «Хантером» 27-й аэ (пилот флайт лейтенант В. К. Неб).
- 7 сентября F-86F 14-й аэ (пилот флайт лейтенант Афзаль Хан погиб), над Харагпуром был сбит «Хантером» 14-й аэ (пилот флайт лейтенант А. Т. Куки).
- 7 сентября F-86F 14-й аэ (пилот флайт лейтенант Тарик Хабиб Хан выжил), над Харагпуром был уничтожен (списан) «Хантером» 14-аэ (пилот флайт лейтенант А. Т. Куки).
- 7 сентября F-86F 14-й аэ (пилот флайт офицер А.Т.М. Азиз погиб), над Курмитолой разбился пытаясь перехватить «Хантер».
- 16 сентября F-86F 11-й аэ (пилот флайт офицер Шаукат уль Ислам взят в плен), над Кхемкараном был сбит «Хантером» 7-й аэ (пилот флайт офицер П. С. Пингале).
- 19 сентября F-86F 17-й аэ (пилот флайт лейтенант С. М. Ахмед выжил), над Сиалкотом был сбит «Нэтом» 9-й аэ (пилот флайт офицер Виней Капила).
- 20 сентября F-86F 17-й аэ (пилот флайт лейтенант А. Х. Малик выжил), над Касуром был сбит «Нэтом» 2-й аэ (пилот флайт офицер А. К. Мазумдар).

В целом против истребителей F-86 имели следующий счёт подтверждённых побед: против «Хантеров» 8 — 6, против «Нэтов» 2 — 3, против «Вампиров» 3 — 0, против «Мистеров» 1 — 0.
F-86 довольно активно использовались против наземных целей. Пакистанцы заявляли их «Сейбры» вывели из строя 205 танков (149 уничтожили и 56 подбили) и 735 единиц другой техники (666 уничтожили и 69 подбили). Эти цифры вероятно очень сильно завышены, так как по всем причинам Индия безвозвратно потеряла 80 танков. Тем не менее, это единственный конфликт, где «Сейбрам» удалось уничтожить значительное количество танков (в основном Шерман и Центурион).
Также известной операцией «Сейбров» были налёты на индийский радар Армистар. По пакистанским данным, в итоге после последнего налёта 11 сентября РЛС была уничтожена. Однако, по индийским данным, РЛС в тот день осталась рабочей, хотя и выходила из строя на непродолжительное время в предыдущих налётах.
Список подтверждённых потерь «Сейбров» по другим причинам:
- 4 сентября F-86F 14-й аэ разбился в Восточном Пакистане из за попадания в двигатель птицы, пилот катапультировался[58].
- 7 сентября F-86F (б/н 3843) на аэродроме в Саргодхе был уничтожен огнём истребителя Mystere IVA (пилот комэск С. Ханда).
- 7 сентября F-86F 1-й аэ (пилот Сикандер Азам погиб), разбился при ночной посадке в Лахоре.
- 8 сентября F-86F (пилот флайт лейтенант Садруддин спасся), над Касуром был сбит огнём своих зенитчиков.
- 11 сентября F-86F (пилот комэск Мунируддин Ахмед погиб), над Армистаром был сбит огнём индийских зенитчиков.
- 13 сентября F-86F (пилот комэск Алауддин Ахмед погиб), над Гурдаспуром был сбит огнём индийских зенитчиков.

По данным Индии за всю войну было уничтожено от 40 до 43 «Сейбров» (от 15 до 16 в воздушных боях, от 19 до 21 огнём с земли и 6 на земле). Пакистан признал потерю 15 «Сейбров» уничтоженными и 58 повреждёнными. После окончания войны западные страны отказались продавать оружие Пакистану для восполнения потерь. Пакистан уговорил Иран купить 90 «Сейбров» у ФРГ, после их получения иранцы передали их Пакистану.
Индо-пакистанская война 1971 года
«Сейбры» использовалась для бомбардировок бенгальского ополчения в Восточном Пакистане.
26 апреля 1971 года произошёл первый значительный инцидент с участием пакистанских F-86. В тот день пакистанский флот проводил операцию по зачистке бенгальского народного ополчения в Баристале. Пароход бенгальцев MV Ostrich вступил в морской бой с патрульным катером PNS Rajshani, оба судна получили значительные повреждения, но появившиеся на морем пакистанские «Сейбры» спасли ситуацию и потопили пароход бенгальцев.
22 ноября 1971 года индийские ВВС попытались помешать пакистанским «Сейбрам» наносить удары по бенгальцам. В результате крупного воздушного боя индийские «Нэты» сбили два F-86 и повредили третьего, не понеся потерь.
В ходе Третьей индо-пакистанской войны у пакистанцев имелось 118 полётпригодных F-86. Из них 102 находились в Западном Пакистане и 16 (одна эскадрилья) в Восточном Пакистане. Списанные или требующие ремонта самолёты пакистанцы решили использовать как ложные мишени на аэродромах для индийской авиации.
В ходе войны пакистанские «Сейбры» сбили ряд индийских самолётов, в том числе 5 истребителей Hunter, 2 истребителя-бомбардировщика Су-7, 1 Gnat, 1 Krishak и 1 сверхзвуковой истребитель МиГ-21. Потери в воздушных боях составили как минимум 15 «Сейбров», из них 10 сбили «Хантеры», 4 сбили «Нэты» и 1 сбил «Марут».
Утром 6 декабря, после того как индийские ракетные катера «Оса» разгромили военно-морскую базу Пакистана Карачи, пакистанцы отправили «Сейбры» чтобы поймать уходившие индийские катера. Пара «Сейбров» (ведующий флайт лейтенант Зака) атаковала водную цель, однако пилоты перепутали индийский катер с пакистанским фрегатом PNS Zulfiqar (K265) (бывший британский HMS Deveron, водоизмещение 1375 тонн). По своему фрегату было выпущено 900 пушечных снарядов, множество пакистанских моряков было убито и ранено, корабль получил серьёзные повреждения.
Значительное число F-86 было потеряно от атак на аэродромы. 6 «Сейроов» было уничтожено налётами индийских «Хантеров» в Западном Пакистане. 16 декабря из за удара индийских МиГ-21ФЛ по взлётным полосам аэродрома в Дакке, пакистанцам пришлось разбивать свои же самолёты, так как они уже не могли улететь. Из 11 «Сейбров» 6 удалось разбить до нерабочего состояния, однако 5 уцелевших достались индийцам в качестве трофеев. Это даёт 17 подтверждённых потерь «Сейбров» на земле.
Индия заявила, что уничтожила в ходе всей войны 54 «Сейбра». По пакистанским данным потери F-86 в войне составили 28 машин (самые большие потери среди самолётов ВВС Пакистана).

### Война за независимость Гвинеи-Бисау
F-86 ВВС Португалии использовались против борцов с колониальным режимом. В августе 1961 года на авиабазу Бисабланка в Гвинее-Бисау были доставлены первые восемь F-86F 201-й эскадрильи. В ходе войны один «Сейбр» разбился 17 августа 1962, один сбит 31 мая 1963 года, и ещё несколько получили боевые повреждения. В 1964 году США заставило Португалию вывести истребители с территории Гвинеи-Бисау.

### Война во Вьетнаме
Использовались ВВС Таиланда и ВВС Австралии.
ВВС Таиланда для патрулирования границы с Камбоджей с 1962 по 1975 год использовали 11-ю эскадрилью истребителей F-86F и F-86L. Аэродром базирования находился в Дон Муанге. О боевых инцидентах информация неизвестна.
В мае 1962 года в Таиланд на аэродром в Убон была перебазирована 79-я эскадрилья ВВС Австралии, в составе восьми CAC Sabre Mk. 32. Они производили патрулирование на границе до августа 1968 года. Ни разу не встретились с противником, при этом было потеряно два «Сейбра», разбившихся по техническим причинам, первый в сентябре 1964 года, второй в январе 1968.

### Конголезский кризис
Во время операции в Конго использовались Эфиопией и Италией.
В сентябре 1961 года Эфиопия отправила четвёрку F-86 для участия в операции в Конго. Авиабазами для «Сейбров» стали Леопольдвиль и Камина. Звено предполагалось использовать и для ударов по наземным целям и для патрулирования.
Один эфиопский «Сейбр» в ходе операции пропал без вести 14 октября 1962 года, поисково-спасательной операции не удалось найти ни самолёт, ни пилота.
В целом эфиопские F-86 сыграли небольшую роль и в декабре 1962 года были заменены.
14 января 1963 года в Леопольдвиль была перебазирована четвёрка Canadair Sabre IV 4-й авиабригады ВВС Италии. Звено предполагалось использовать только для патрулирования. О каких либо инцидентах с их участием неизвестно.

### Восстание аргентинских моряков
Всего в Аргентину было поставлено 28 истребителей F-86F.
Единственный раз аргентинские истребители F-86F «Сейбр» участвовали в боевых действиях для подавления восстания моряков в апреле 1963 года. 3 апреля 1963 года звено F-86F ВВС нанесло удары по авиации ВМФ на военной базе Понта-Индио, в результате огнём четвёрки «Сейбров» был уничтожен самолёт C-54 Skymaster (б/н 3093) ВМФ Аргентины.

### Конфликт в Белуджистане
Использовались Пакистаном для подавления восстания в Белуджистане.
В мае 1973 года F-86 начали наносить удары по восставшему населению. Отмечалось, что «Сейбры» использовались очень интенсивно, применяя в том числе и тяжёлое вооружение - НАРы, осколочно-фугасные бомбы и бомбы со слезоточивым газом.

### Внутренний вооруженный конфликт на Филиппинах
Всего на Филиппины США поставили 54 истребителя F-86.
Филиппинские «Сейбры» применялись против мусульманских сепаратистов. Для проведения операции отводилась объединённая авиационная группа (SATAG) в составе 7-й и 9-й эскадрилий под командованием п/п-ка Антонио Баутиста.
11 января 1974 года подполковник Антонио Баутиста с ведомым лейтенантом Роджером Крюдо на двух «Сейбрах» поднялись с авиабазы Эдвин Эндрюс для поддержки филиппинских войск, оказавшихся под атакой террористов в Паранге, на расстоянии 200 миль от аэродрома. Под сильным огнём стрелкового оружия истребители сделали два бомбовых и пять пулемётных заходов, «Сейбр» Баутиста получил множественные попадания и загорелся. На расстоянии 300 метров от земли командир катапультировался, через мгновение истребитель взорвался. Несмотря на то что катапультирование произошло над своей территорией, парашют унесло за вражеские линии. Поисково-спасательные вертолёты отправленные за ним попали под сильный огонь и не могли пробиться. Сам Баутиста отказался от плена и с пистолетом дал террористам последний бой. Когда группа ПСС прорвалась к нему он уже был жестоко убит.
21 марта 1975 года новая авиабаза ВВС Филиппин в Пуэрто-Принсеса была названа именем Антонио Баутиста.
17 апреля 1975 года над островом Холо был сбит F-86 (б/н 576) ВВС Филиппин, пилот катапультировался и был спасён.

### Эфиопские войны
Эфиопские F-86 принимали участие в войнах с эритрейскими сепаратистами и с Сомали.
В феврале 1975 года эритрейцами заявлялось о сбитии 2 эфиопских F-86.
17 сентября 1976 года эритрейские сепаратисты сбили эфиопский истребитель F-86, пилот катапультировался.
В ходе войны в Огадене в 1977-1978 годах имеется информация о потере Эфиопией от 3 до 5 истребителей F-86 «Сейбр».

## Перехватчик F-86D Sabre

### История
Созданный на основе F-86 реактивный дозвуковой перехватчик с автоматическим комплексом неуправляемого реактивного вооружения «Mighty Mouse». Несмотря на схожесть названия, эта машина, фактически, не была модификацией обычного Sabre, имея лишь 25 % сходных элементов. Тем не менее, официально перехватчик Sabre-D считается подклассом F-86.

### Конструкция
Основным назначением F-86D было поражение винтовых бомбардировщиков с мощным стрелковым вооружением (12,7 мм), летящих в плотном строю. На основании опыта Второй Мировой в США хорошо понимали, как трудно сбить современный бомбардировщик класса B-50, даже несмотря на высокую скорость, так как атака с тыла была затруднительна из-за мощного пулемётного обстрела.
В то же время, при лобовой атаке скорости сближения были слишком велики, чтобы обстрел из автопушек или запускаемые вручную НУРСы истребителя успевали нанести бомбардировщику реальный вред. На лобовую атаку с момента входа летящего навстречу бомбардировщика в радиус поражения бортового оружия истребителя и до начала истребителем манёвра уклонения оставались считанные секунды, и малейшая ошибка или задержка реакции пилота приводила к промаху.
Вооружение перехватчика Sabre-D составляла система из 24 НУРС, расположенных в выдвижной ПУ под воздухозаборником. Пуск всех НУРС выполнялся менее чем за 0,5 секунды. Система автоматического управления, соединённая с радиолокационным прицелом и автопилотом, обеспечивала успешное применение оружия. Фактически, пилот выводил самолёт на курс и задавал параметры цели, а также характер атаки (2, 4, 12 или 24 ракеты), после чего автопилот удерживал машину на встречном курсе. При достижении рассчитанной дистанции атаки, автоматика управления огнём самостоятельно осуществляла залп и подавала сигнал пилоту начать манёвр уклонения.

### Боевое применение
F-86D принимали участие в боевых действиях. Их экспортная модификация F-86K с обычным пушечным вооружением поставлялась в некоторые страны.

## Аварии и катастрофы
Американский истребитель F-86 Sabre печально известен высоким уровнем аварий и катастроф, происходивших с ним. Очень много пилотов погибло во время обучения на F-86 на авиабазе Неллис в Неваде.
Очень серьёзный инцидент с участием F-86 произошёл 5 февраля 1958 года над островом Тайби. В этот день пилот американского F-86 (с/н 52-10108) не справился с управлением и врезался в американский реактивный бомбардировщик B-47 (с/н 51-2349), в результате столкновения в залив Уоссо с бомбардировщика упала термоядерная бомба Mark 15. Сам истребитель разбился, а B-47 был списан после посадки. Бомбу мощностью 1,69 мегатонн в тротиловом эквиваленте так и не смогли найти в заливе, который находится буквально в нескольких километрах от города Саванна.
Самая трагическая авиакатастрофа и одна из крупнейших в истории произошла 30 июля 1971 года, когда истребитель F-86F (с/н 92-7932) Сил Самообороны Японии над Сидзукуиси протаранил японский пассажирский самолёт Boeing-727-281 (All Nippon Airways, р/н JA8329). Все 162 пассажира и члена экипажа «Боинга» погибли, пилот «Сейбра» катапультировался и не пострадал.

### Потери ВВС США
За всё время полное количество потерь «Сейбров» в авариях неизвестно. Известны отрывочные сведения, где указаны цифры за неполный период (боевые потери не учитываются).
По официальным данным «Office of Air Force History and U.S. Air Force» за период с 1949 по 1960 год общие безвозвратные потери самолёта ВВС США в результате лётных происшествий составили 1386 «Сейбров» всех модификаций.
По официальным данным «USAF Safety Center» с 1950 по 1971 год общие безвозвратные потери самолёта ВВС США в результате лётных происшествий составили 1422 «Сейбров» всех модификаций. Также там даётся оценка аварийности —25,5 безвозвратных потерь на 100 тысяч лётных часов.
31 августа 1949 года произошло первое происшествие с «Сейбром». F-86A (б/н 48-205) ВВС США разбился при взлёте с авиабазы Марч, пилот выжил.
18 октября 1950 года на территории США разбилось 3 F-86A, первый возле Айдена (б/н 48-248, пилот выжил), возле Куантико разбились второй (б/н 48-268, пилот погиб) и третий (б/н 48-266, пилот погиб).
17 ноября 1954 года при взлёте с аэродрома Туль-Росиерес во Франции столкнулись и разбились три F-86F ВВС США (б/н-а 52-4831, 52-4899, 524817), погиб один пилот и один человек на земле.

### Потери других стран
Только ВВС Канады за 12 лет использования самолёта потеряли 282 F-86 и 112 лётчиков.
Турция из 105 полученных истребителей F-86 в лётных происшествиях потеряла не менее 47. Греция из 104 полученных F-86 потеряла не менее 37.
У Пакистана между войнами 1965 и 1971 годов разбилось по меньше мере 4 F-86. Общие потери других стран неизвестны.
Колумбия получила 8 «Сейбров», из которых разбилось 4 машины.
Нидерланды получили 73 F-86K, из которых 16 разбилось в авариях.
10 марта 1956 года в ангаре на авиастанции Гардермоен в Норвегии в результате пожара сгорело четыре F-86K норвежских ВВС (б/н-а ZK-B, ZK-G, ZK-J, ZK-H).
25 мая 1959 года на высоте 2000 метров в Рогнаке (Франция) взорвался F-86F Люфтваффе (б/н BB+369), пилот погиб.
25 мая 1959 года над Зорритосом в Перу столкнулись и разбились два F-86F перуанских ВВС, погиб один пилот и один человек на земле. Всего в ходе эксплуатации в Перу разбилось не менее 9 «Сейбров» из 26 полученных.
6 апреля 1961 года группа из восьми F-86F ВВС самообороны Японии попала в шторм на западе страны, в результате четыре «Сейбра» разбилось, погибло два пилота.
26 января 1962 года при взлёте с аэродром Танагра столкнулись и разбились два F-86E ВВС Греции (б/н-а 19430, 19276), оба пилота погибли, вдобавок ещё один «Сейбр», сумевший взлететь, рухнул к западу от аэродрома, пилот также погиб.

## Тактико-технические характеристики
Приведены данные варианта F-86F-40-NA.
Источник данных: The North American Sabre and North American F-86F-40-NA

Технические характеристики
- Экипаж: 1 пилот
- Длина: 11,3 м
- Размах крыла: 11,91 м
- Высота: 4,29 м
- Площадь крыла: 29,12 м²
- Профиль крыла: NACA 0009-64 mod у корня крыла, NACA 0008.1-64 mod - законцовки
- Масса пустого: 5046 кг
- Нормальная взлётная масса: 6894 кг
- Максимальная взлётная масса: 8234 кг
- Объём топливных баков: 1650 л (+ 2 × 760 л ПТБ)
- Силовая установка: 1 × ТРД General Electric J47-GE-27
- Тяга: 1 × 26,3 кН

Лётные характеристики
- Максимальная скорость:  
  - у земли: 1106 км/ч
  - на высоте 6446 м: 961 км/ч
  - на высоте 10668 м: 964 км/ч
- Скорость сваливания: 200 км/ч
- Боевой радиус: 666 км с 2х454 кг бомбами и 2х760 л ПТБ
- Практическая дальность: 2454 км
- Практический потолок: 15 100 м
- Скороподъёмность: у земли: 46,0 м/с
- Время набора высоты: 9144 м за 5 мин. 12 сек.
- Тяговооружённость: 0,42
- Аэродинамическое качество: 15

Вооружение
- Стрелково-пушечное: 6 × 12,7 мм пулемета M3 Browning с боекомплектом 1800 патр.
- Точки подвески: 4
- Боевая нагрузка: 2400 кг

## В компьютерных играх
На «Сейбре» можно «полетать» в модуле для Digital Combat Simulator (наиболее точная симуляция), а также в симуляторах War Thunder, Mig Alley, Sabre Ace.